# Güesa - Gorza
Gorza là một đô thị trong tỉnh và cộng đồng tự trị Navarre, Tây Ban Nha. Đô thị này có dân số là 72 người. Đô thị nằm ở độ cao 656 m trên mực nước biển, cách tỉnh lỵ 72 km. Gorza nằm trong khu vực tiếng Basque không phải là ngôn ngữ chính thức.
| Biến động dân số                                    | Biến động dân số | Biến động dân số | Biến động dân số | Biến động dân số | Biến động dân số | Biến động dân số | Biến động dân số | Biến động dân số | Biến động dân số | Biến động dân số |
| 1996                                                | 1998             | 1999             | 2000             | 2001             | 2002             | 2003             | 2004             | 2005             | 2006             | 2007             |
| --------------------------------------------------- | ---------------- | ---------------- | ---------------- | ---------------- | ---------------- | ---------------- | ---------------- | ---------------- | ---------------- | ---------------- |
| 79                                                  | 78               | 78               | 74               | 75               | 72               | 68               | 66               | 65               | 64               | 62               |
| Nguồn: Güesa et instituto de estadística de navarra |                  |                  |                  |                  |                  |                  |                  |                  |                  |                  |

==Tham khảo==
Guesa